# Лун, Иоахим
Иоахим Лун (нем. Joachim Luhn, род. 1640 г. Гамбург — ум. 1717 г. Гамбург) — немецкий художник эпохи барокко.

## Жизнь и творчество
Иоахим Лун изучал живопись под руководством амстердамского мастера Адриана Бакера (1636—1684) в Риме, а также немецкого художника Иоганна Карла Лота (1632—1698) в Венеции. У А.Бакера он получил навыки и технику школы живописи великого Рембрандта. После окончания обучения и нескольких лет путешествий молодой художник приезжает в 1668 году в родной Гамбург. В 1673 году он получает здесь звание мастера живописи. В том же году он вступает в брак с Ханной Маргаретой Вейер, дочерью художника Якоба Вейера (ум. 1670).
Работы И.Луна, писавшего как портреты, так и пейзажную живопись, получили высокую оценку в Гамбурге. В 1689—1692 годах он, по приглашению брауншвейгского герцога Антона-Ульриха, служит у последнего придворным художником и занимается обустройством дворца Зальцдалум. Во время этих трёх лет брауншвейгский живописец Тобиас Кверфурт вступает в брак с одной из дочерей Иоахима Луна.
Художественные произведения работы Иоахима Луна, несмотря на ощутимое влияние на него голландской живописи XVII столетия, указывают на выработанный им оригинальный, самостоятельный северо-германский стиль, особенно ярко проявившийся в семейном портрете 1673 года, изображающем художника с супругой, а также покойного к тому времени тестя (на что указывает аллегорический череп в его руке) с женой. Полотно хранится в художественной галерее Герцога Антона-Ульриха в Брауншвейге.

## Галерея
- Вид на Гамбург в 1681 году